# Feliks Sznarbachowski
Feliks Sznarbachowski (ur. 29 maja 1876 na Zaporożu, zm. 10 sierpnia 1931 w Kowlu) – protonotariusz apostolski, kanonik-dziekan kapituły ołyckiej.

## Życiorys
Ukończył Seminarium Duchowne w Żytomierzu i Akademię Duchowną w Petersburgu. Został wyświęcony w 1899 roku. W latach 1905–1918 był wikariuszem, a następnie administratorem parafii Czeczelnik i Berszeda. Później kolejno proboszcz w: parafii Szarawka, parafii katedralnej w Żytomierzu, parafii Brahiłów i parafii Św. Barbary w Berdyczowie.
Miał opinię wybitnego organizatora i działacza społecznego. Wielokrotnie był karany przez władze carskie za działalność religijno-narodową. Wybudował kilka kościołów m. i. w Żmerynce i w Kowlu oraz dom biskupi i gmach kurialny w Żytomierzu.
W Brahiłowie założył drukarnię i był wydawcą „Kalendarza Brahiłowskiego” ukazującego się w nakładzie setek tysięcy egzemplarzy. Wydawał w Kijowie miesięcznik „Wiadomości Bibliograficzne”.
Był redaktorem i autorem ponad 60 broszur o charterze religijno-moralnym, historycznym i literackim.
W 1905 i 1915 roku z narażeniem życia ratował od pogromów ludność żydowską w Szarawce koło Płoskirowa i w Ołyce na Wołyniu.  Ratował również ludność rusińską. Jego działalność była doceniana.
W 1916 roku przebywał w Petersburgu na leczeniu. Współpracował tam z Centralnym Komitetem Obywatelskim Królestwa Polskiego niosący pomoc uchodźcom z ziem zajętych przez wojska niemieckie. W tamtym okresie wydawał także „Biblioteczkę dla wygnańców”.
Na początku 1917 roku powrócił do diecezji jako proboszcz parafii Św. Barbary w Berdyczowie. Tu stanął na czele Polskiego Komitetu Wykonawczego. Jako proboszcz kolegiaty ołyckiej założył kilkanaście szkół Macierzy Polskiej.
W maju 1919 roku grożono mu aresztowaniem i śmiercią,  jednak ocalał dzięki pomocy miejscowej ludności. W czerwcu tego samego roku udał się do Warszawy na czele delegacji ludności polskiej, rusińskiej i czeskiej z Wołynia, w celu zapoznania władz państwowych z sytuacją na Kresach południowo-wschodnich oraz z prośbą o interwencję przeciwko niszczącej i morderczej działalności band bolszewickich. Delegacja złożyła w ambasadach Francji, Anglii i Stanów Zjednoczonych odpowiednie dokumenty ukazujące krwawe pogromy ludności żydowskiej. Spotkał się także Achillesem Rattim, z nuncjuszem apostolskim w Polsce, .
W czerwcu 1920 roku zostaje mianowany protonotariuszem apostolskim. W latach 1920–1921 odbył podróż do USA, gdzie w prasie polonijnej przeciwstawiał się prowadzonej przez niektóre środowiska żydowskie, zniesławiającej kampanii oskarżeń Polaków o dokonywanie krwawych pogromów ludności żydowskiej na Kresach Wschodnich. Po powrocie do Kraju w 1921 roku zostaje mianowany proboszczem w Kowlu. Tu założył pismo „Praca Katolicka”. W 1924 roku rozpoczyna budowę kościoła-pomnika, dokończoną przez jego następcę ks. Mariana Tokarzewskiego. Posiadał tytuł kanonika–dziekana kapituły ołyckiej. Był wybitnym kaznodzieją i autorem rozprawy „Początek rzymsko-katolickiej diecezji łucko-żytomierskiej, obecnie łuckiej”. Zmarł nagle 10 sierpnia 1931 w Kowlu. Na pogrzeb przybyli prawie wszyscy miejscowi Żydzi.